# Style dédalique
 (avril 2022).
Si vous disposez d'ouvrages ou d'articles de référence ou si vous connaissez des sites web de qualité traitant du thème abordé ici, merci de compléter l'article en donnant les références utiles à sa vérifiabilité et en les liant à la section « Notes et références ».

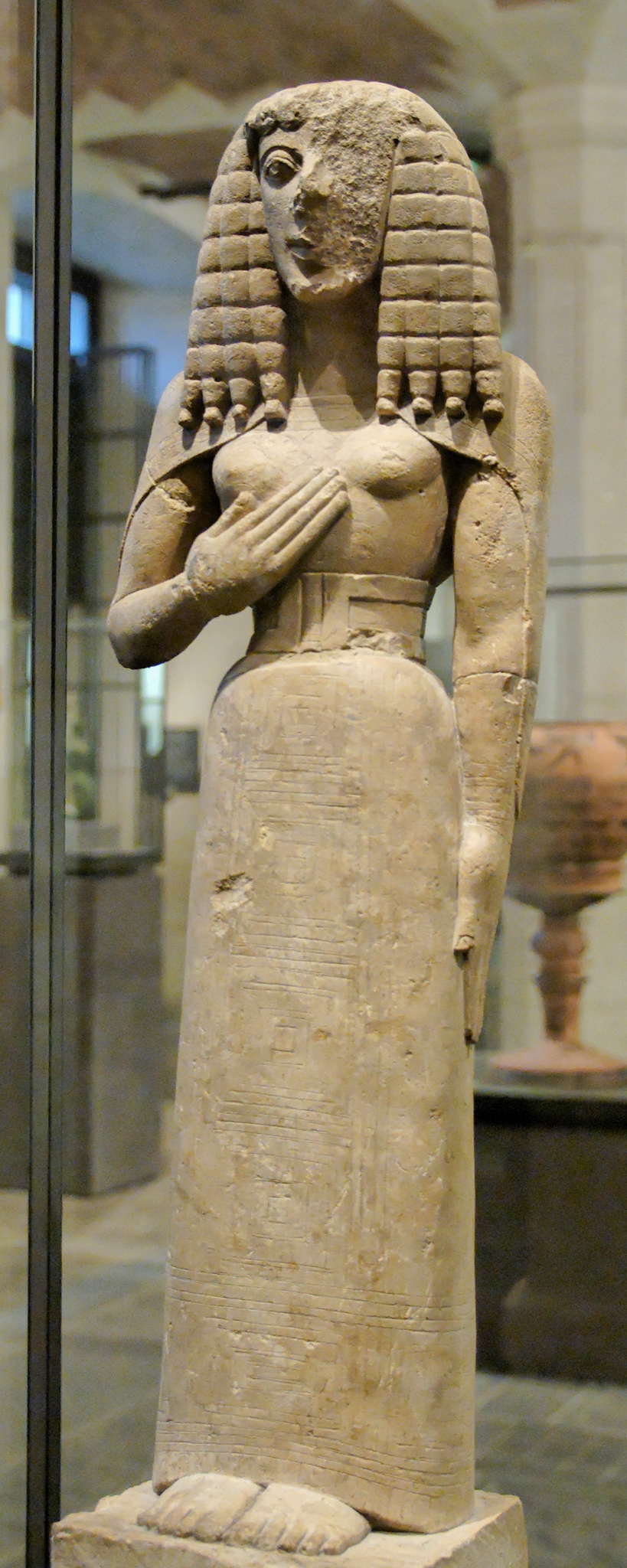
La Dame d'Auxerre, l'exemple le plus connu de sculpture dédalique. Vers 630 av. J.-C., 65 cm, Paris, Musée du Louvre.

Le style dédalique désigne un type de sculptures grecques du VIIe siècle av. J.-C., au cours de l'époque orientalisante, qui constituent les premiers témoignages de la sculpture monumentale en ronde-bosse de la civilisation grecque antique.
Ce style, dont la notion a été définie au début du XXe siècle, doit son nom à l'artiste mythique Dédale, qui passait chez les Grecs pour l'inventeur de la sculpture (Pline l’Ancien (Histoire Naturelle XXXVI, 9). D'abord développée en Crète, puis dans les Cyclades et en Grèce continentale, la sculpture dédalique correspond sans doute à l'ancêtre de la sculpture archaïque, et par extension, de toute la grande statuaire grecque.
Ce concept pose un problème dans la communauté scientifique. La sculpture en question devant être perçue comme un fait culturel lié à l'époque orientalisante et ne peut être rattaché à une soi-disant opposition entre monde "dorien" et un monde "éolien", opposition qui n'a plus cours aujourd'hui dans le milieu scientifique. Il faut y voir l'ensemble de formes nouvelles apparues dans l’artisanat crétois au cours de cette époque d'intenses échanges dans tout la bassin méditerranéen avec le Moyen-Orient.

## Origines de la sculpture dédalique
La sculpture dédalique se développe durant la période dite « orientalisante » de l'art grec, où celui-ci assimile l'iconographie et les techniques venues d'Anatolie et du Levant, tout en conservant certains caractères « indigènes ». La terre cuite grecque reçoit ainsi les techniques de fabrication orientale, comme le moule, venu du Levant, et qui va se diffuser en Grèce à partir de 700 av. J.-C. Le relief mouluré influença ainsi la production crétoise, puis rhodienne, avant d'atteindre le Péloponnèse.
Outre l'influence levantine, essentiellement technique, on perçoit une influence égyptienne dans le mode de représentation des personnages. Les contacts entre la Grèce pré-classique et l'Égypte sont aujourd'hui avérés, et il est certain que la culture égyptienne a cédé un certain nombre de caractères à la statuaire grecque, caractères que l'on retrouve dans le style dédalique : les proportions de la statue, la coiffure épaisse, mais aussi la pose frontale et la raideur des membres, se retrouvent dans les deux cas. Cependant, une influence syrienne n'est pas impossible.
Il semble également que le style dédalique soit influencé par le style de l'époque géométrique, où la conception de la figure humaine est globalement similaire, et où des points communs peuvent se retrouver. Une statuette d'Apollon, dédicacée par Mantiklos (musée des beaux-arts de Boston), présente une morphologie analogue aux personnages peints des vases géométriques et aux petites productions en bronze de la même période (buste triangulaire, jambes cylindriques, cou tronqué pyramidal, l'ensemble donnant une figure très élancée).

## Des innovations prometteuses

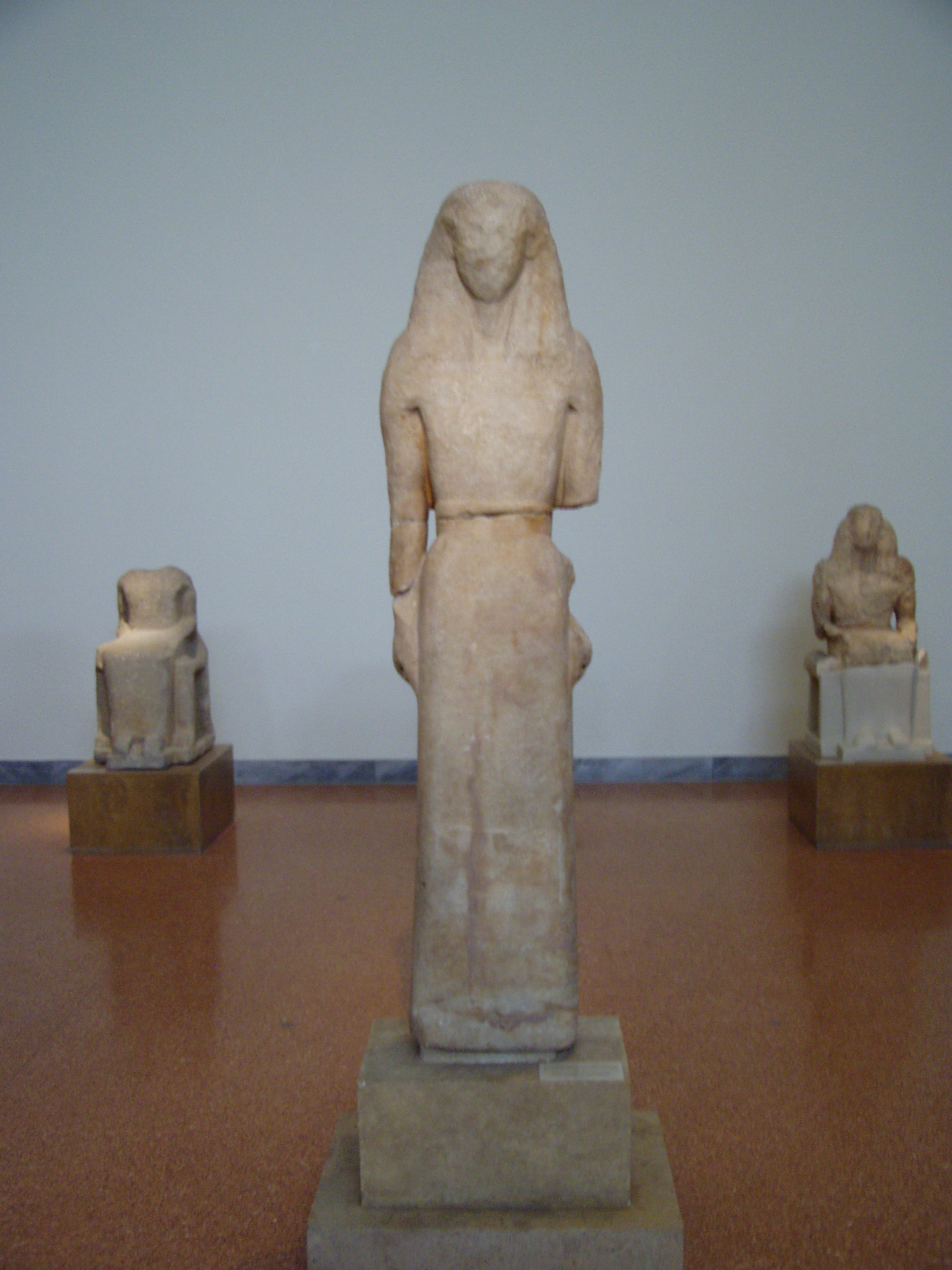
Korè de Nicandré, marbre, vers 630 av. J.-C., 1,75 m., Musée national archéologique d'Athènes.

Le VIIe siècle semble avoir joué un rôle essentiel dans le rôle de la statuaire grecque, où celle-ci reçoit certains caractères qui la suivront pendant toute l'Antiquité. Vers 650 av. J.-C., l'utilisation du marbre dans la statuaire est de nouveau attestée, après des siècles de relatif abandon. Cette nouvelle utilisation fait suite, au début du VIIe siècle, à des productions en terre cuite d'assez grandes dimensions (dont des fragments ont été retrouvés en Crète et sur l'île de Thasos), et à l'usage du bois (notamment dans la technique du sphyrélaton, utilisée pour le groupe de Dréros par exemple) qui témoignent d'un art plus ambitieux que la petite plastique en terre cuite et en bronze.
L'usage de la pierre (marbre et calcaire), attesté en Crète et dans les Cyclades (Naxos et Paros), permet l'émergence des premiers exemples de sculpture monumentale, inspirée probablement par l'art égyptien. Cette progression en taille s'observe déjà au début du VIIe siècle dans des productions en bronze, comme l'atteste le groupe de Dréros représentant peut-être Apollon, Artémis, et Léto (Heraklion, musée archéologique), et qui surpasse déjà en dimensions les bronzes de la période géométrique. D'abord de dimensions réduites, la statuaire gagne peu à peu en taille pour donner vers 640 av. J.-C. les premiers exemples de sculpture à échelle humaine : si la dame d'Auxerre ne mesure que 75 cm de haut, la dame de Nicandré, peut-être légèrement postérieure, est à taille humaine (1,75 m), et la découverte d'un torse en marbre de près de 2,20 m de haut à Délos, laisse entrevoir l'hypothèse de statues encore plus grandes, dans la même lignée que les colosses égyptiens. Si la monumentalité de la sculpture dédalique est surtout connue par les torses masculins en marbre retrouvés à Délos, Thasos, Samos, et en Attique, deux fragments d'une statue féminine de Samos, en marbre de Naxos, attestent aussi de l'existence de représentations féminines colossales. La monumentalité des sculptures va se retrouver par la suite, que ce soit dans les kouroi et les korai de la période archaïque (que les « types » dédaliques annoncent déjà), ou dans les exemples postérieurs.
Ces statues présentent l'étrange point commun d'être assez minces (la dame de Nikandré ne fait que 17 cm d'épaisseur), ce qu'expliquerait la présence de reliefs en terre cuite, dont le style et les caractères morphologiques se sont retrouvés dans la statuaire monumentale. La dame de Nicandré semble presque avoir été sculptée comme un relief. La similitude entre la dame d'Auxerre et le décor en relief du linteau d'entrée du temple d'Apollon à Prinias (Héraklion, musée archéologique), prouve une filiation entre le relief et la sculpture en ronde-bosse, sensible également dans les reliefs votifs, comme le prouve une petite plaque votive en terre cuite réalisée vers -640 (Paris, musée du Louvre). Cette statuaire amorce la conquête de la troisième dimension des sculptures monumentales, effective à la période suivante.
Le style dédalique, en tant qu'il est le premier exemple de sculpture monumentale, et qu'il détermine un canon repris par la suite, montre l'arrivée progressive de la sculpture et de l'architecture au premier rang de la création artistique grecque, et qui supplantera la domination de la céramique à la fin de la période archaïque.

## Caractéristiques du style

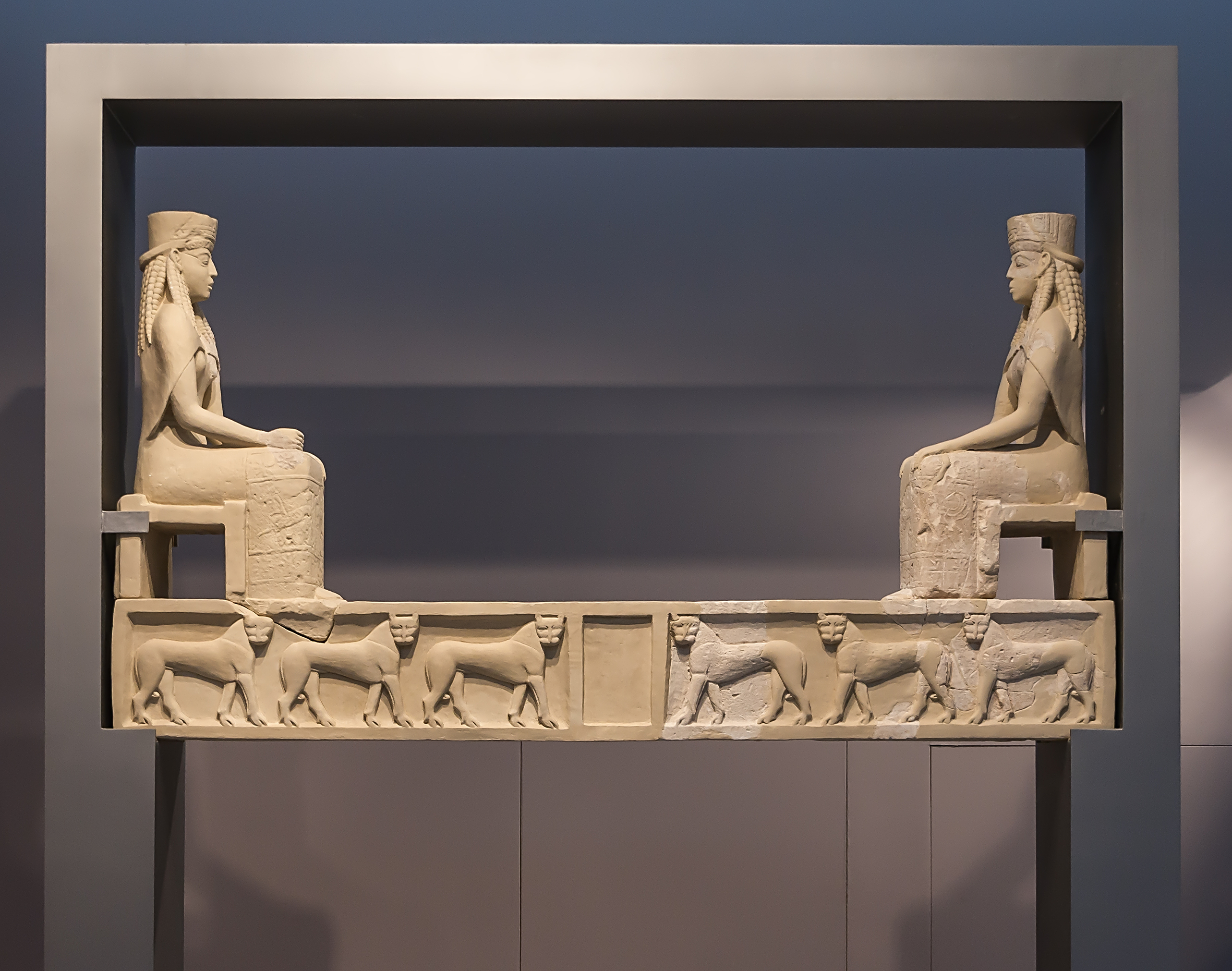
Linteau du temple A (?) à Prinias, Crète. Sanctuaire d'Apollon. H. fig. assise 1,10 m. Vers 640 av. notre ère.

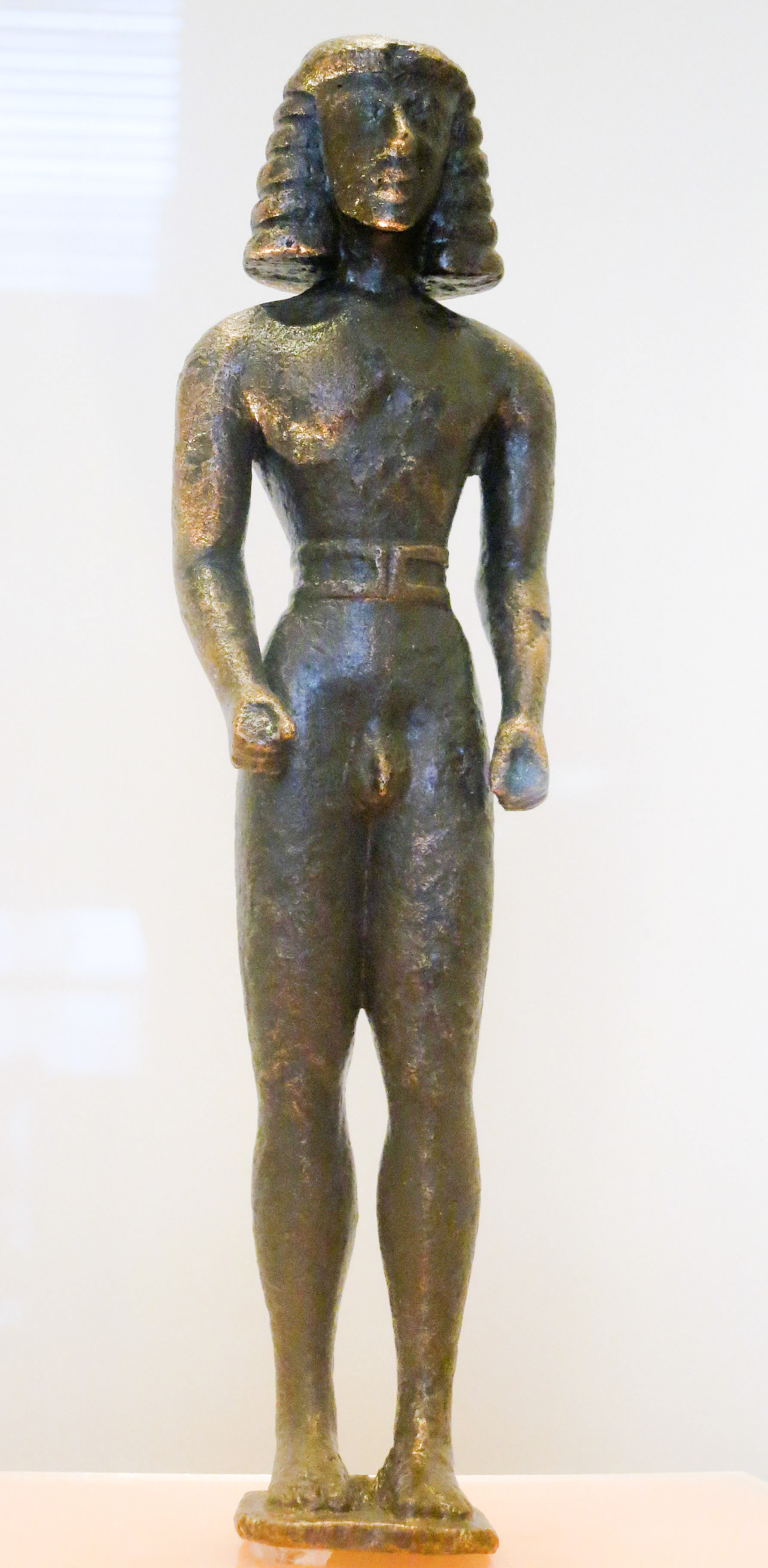
Statuette d'un kouros à la ceinture de sportif. Bronze, H. 19,6 cm., Crète (?), 625-600. Musée de Delphes.

La Crète semble avoir été le lieu de départ de la diffusion du style dédalique, et a sans doute joué un rôle essentiel dans la mise au point de celui-ci, connu majoritairement par sa production en calcaire peint. Si l'essentiel des sculptures évoque des figures féminines, la représentation masculine n'est pas pour autant inconnue du style dédalique. Le développement du style, entre 680 et 610 av. J.-C., amène l'apparition d'un type morphologique précis, caractéristique du style dédalique, et que les réductions en terre cuite permettent de diffuser dans tout le monde grec, où des variantes régionales sont bientôt visibles.
Le « type » dédalique féminin, documenté par la dame d'Auxerre et la dame de Nikandré (du grec Nike, victoire, et Andros, homme, celle qui remporte la victoire sur les hommes), mais aussi par des fragments de figures féminines assises, présente une posture rigide et une stricte frontalité. Le corps semble composé d'une juxtaposition d'éléments géométriques massifs (robe cylindrique, buste triangulaire). Mais les caractéristiques les plus marquantes du style dédalique se retrouvent dans le traitement du visage. Celui-ci, allongé et relativement triangulaire, ne présente aucun modelé et n'est animé que par les organes des sens (grands yeux en amandes, bouche laissant apparaître un petit sourire, préfigurant peut-être le « sourire archaïque » de la période suivante...). Le visage est encadré d'une épaisse chevelure faite de mèches verticales parotides, divisée en deux parties revenant sur le devant des épaules et présentant ainsi deux autres triangles inversés.
La figure masculine, beaucoup moins connue, est documentée par quelques rares exemples, principalement en bronze, comme l'Apollon de Mantiklos (musée des beaux-arts de Boston) et la figurine de couros en bronze provenant du sanctuaire de Delphes (musée archéologique de Delphes), et plus tard par quelques rares fragments en marbre, comme le torse d'Apollon des Naxiens (Délos, in situ). On retrouve dans les représentations masculines (dont la figurine de kouros de Delphes est l'exemple le plus caractéristique) la convention de la nudité (à part une petite ceinture à la taille, que l'on retrouve aussi sur les représentations féminines comme la Dame d'Auxerre, et qui est typique du VIIe siècle), que l'on retrouvera dans la statuaire archaïque du VIe siècle. À cela s'ajoute une certaine idée de mouvement, qui démarque la figure masculine de la figure féminine : la jambe gauche, tendue, permet une légère avancée de la jambe droite, tandis que les bras sont légèrement fléchis.